# مارتن ويلكينسون
مارتن ويلكينسون (بالإنجليزية: Martin Wilkinson)‏ هو مدرب كرة قدم ولاعب كرة قدم بريطاني، ولد في القرن 20.